# Orăști, Călărași
Orăști este un sat în comuna Frumușani din județul Călărași, Muntenia, România.

## Istorie
In 1901 in Marele Dicționar Geografic Al României, Volumul IV, la pagina 596(596) George Lahovari descria:
„Orăști, sat, făcînd parte din com. rur. Ștubeiul-Orăști, pl. Dimbovița, jud. Ilfov.
Este situat la S.-E. de București. Pe la V. satului trece șoseaua județeană București-Oltenița.
Aci este reședința primăriei.
Se întinde pe o suprafață de 620 hect., cu o populație de 159 locuitori.
D. |. G. Daniilescu are 545 hect. și locuitorii, 75 hect.
Proprietarul „cultivă 425 hect. (20 sterpe, 100 pădure).
Locuitorii cultivă tot terenul.
Are o biserică, cu hramul Sf. Treime; o școală mixtă, frecuentată de 9 elevi și 4 eleve; un heleșteu.
Comerciul se face de 1 circiumar și 1 hangiu.
Numărul vitelor mari e de 111 și al celor mici, de 365.” 